# Palfriesbahn
Die Palfriesbahn ist eine Luftseilbahn zwischen der Siedlung Ragnatsch in Heiligkreuz, Gemeinde Mels, (473 m ü. M.) und der Alpregion Palfries am Südwestabhang des Alvier auf dem Gebiet der Gemeinde Wartau im Schweizer Kanton St. Gallen.
1940 wurde die Frontlinie Churfirsten–Alvier–Trübbach festgelegt. Die Versorgung der Truppen in diesem Gebiet war bisher nur über Oberschan möglich. Für den Transport von Verpflegung und Munition über die Route Flums–Berschis–Sennis–Palfries–Sevelerberg wären mehr als 1000 Trainpferde benötigt worden. Deshalb wurde 1941 von der Firma Oehler Aarau eine Seilbahn ab Ragnatsch als Militärseilbahn Z 402/MSB107 im Festungsgebiet Sargans errichtet. Ab 1998 war sie unbenutzt. 
Schon um die Jahrtausendwende bestand der Wunsch, sie für das Publikum zu öffnen, was sich aber lange hinauszögerte. Seit der Sommersaison 2016 ist sie für das Publikum geöffnet.
Die Bahn fährt viertelstündlich mit zwei Gondeln zu je acht Plätzen. Naheliegende Wanderziele von der Bergstation sind der Gonzen und der Alvier. Weiter führt von der Bergstation ein nahezu ebener Weg zu einigen Ausflugsgaststätten.